# 瓦勒里 (加利福尼亞州)
瓦勒里（英語：Valerie）是位於美國加利福尼亞州河濱縣的一個非建制地區。該地的面積和人口皆未知。

## 地理
瓦勒里的座標為33°34′08″N 116°16′09″W / 33.56889°N 116.26917°W，而該地的平均海拔高度為-27米（即-89英尺）。